# Jules d'Anethan
Jules Joseph d'Anethan, IV Barone d'Anethan (Bruxelles, 23 aprile 1803 – Bruxelles, 8 ottobre 1888), è stato un politico belga del Partito Cattolico.
Dopo aver ricoperto le cariche di ministro della Religione, ministro della Giustizia e Ministro degli affari esteri, il 2 giugno 1870 fu nominato da re Leopoldo II decimo Primo Ministro del Belgio.
D'accordo con il re, d'Anethan favorì le riforme militari, in particolare l'introduzione del servizio di leva, e fu d'accordo anche nel non effettuare riforme elettorali. Durante il proprio governo il barone d'Anethan ricoprì anche le cariche di Ministro degli Esteri e della Guerra.
D'Anethan fu obbligato ad includere nel suo gabinetto diversi ministri che erano fortemente contrari all'introduzione del servizio di leva, situazione questa che portò ad un conflitto con il re. Una crisi politica seguì la sua nomina di Pierre de Decker come governatore di Limburgo; la crisi portò alle dimissioni di d'Anethan.
Dal 1884 al 1885 fu presidente del Senato del Belgio.